# Class of '55
Class of '55 es un álbum de los cantantes Johnny Cash, Jerry Lee Lewis, Roy Orbison y Carl Perkins lanzado en 1986.

El álbum era en parte un tributo a Elvis Presley, fue principalmente una conmemoración de que los cuatro eran integrantes del sello disquero Sun Records en 1955 (el Million Dollar Quartet) y hacer un álbum de estilo Rock. La última canción del álbum "Big Train (from Memphis)" contenía las voces de los cuatro cantantes más John Fogerty, The Judds, Dave Edmunds, Ricky Nelson, Sam Phillips, and June Carter Cash.
Se grabó "Interviews from the Class of '55 Recording Sessions" ganó un premio Grammy por mejor álbum hablado en para los 4 cantantes más los productores Chips Moman, Sam Phillips y Ricky Nelson en 1987. Para Nelson sería el primer y único Grammy que le darían en toda su carrera y el último periodo de grabación en su carrera.

## Canciones

### Lado 1
1. Carl Perkins – Birth of Rock and Roll – 4:21
2. Jerry Lee Lewis – Sixteen Candles – 3:48
3. Carl Perkins – Class of '55 – 2:56
4. Perkins, Lewis, Orbison y Cash – Waymore's Blues – 2:25
5. Johnny Cash – We Remember the King – 2:58

### Lado 2
1. Roy Orbison – Coming Home – 3:59
2. Perkins, Lewis, Orbison y Cash – Rock and Roll (Fais-Do-Do) – 3:17
3. Jerry Lee Lewis – Keep My Motor Running – 2:52
4. Johnny Cash – I Will Rock and Roll with You – 2:01
5. Perkins, Lewis, Orbison y Cash – Big Train (from Memphis) – 7:56